# Sibine ximenans
Sibine ximenans är en fjärilsart som beskrevs av Dyar 1927. Sibine ximenans ingår i släktet Sibine och familjen snigelspinnare. Inga underarter finns listade i Catalogue of Life.